# Scleroptila
Scleroptila is een geslacht van vogels uit de familie fazantachtigen (Phasianidae). Dit geslacht is nauw verwant aan de geslachten Francolinus, Peliperdix en Pternistis. Soorten uit deze geslachten zijn hoenders die sterk lijken op patrijzen; ze zijn echter slanker en de snavel en de nek is langer. Ze zijn tussen de 31 en 42 cm lang en hun gewicht varieert tussen de 0,25 en 1,5 kg. Deze negen soorten komen in Afrika voor.

## Soorten
De volgende soorten zijn bij het geslacht ingedeeld:
- Scleroptila afra  – Grijsvleugelfrankolijn
- Scleroptila elgonensis  – Elgonfrankolijn
- Scleroptila finschi  – Finsch' frankolijn
- Scleroptila gutturalis  – Archers frankolijn
- Scleroptila levaillantii  – Roodvleugelfrankolijn
- Scleroptila psilolaema  – Hooglandfrankolijn
- Scleroptila shelleyi  – Shelleys frankolijn
- Scleroptila streptophora  – Kraagfrankolijn
- Scleroptila whytei  – Whytes frankolijn